# Gyilkos galóca

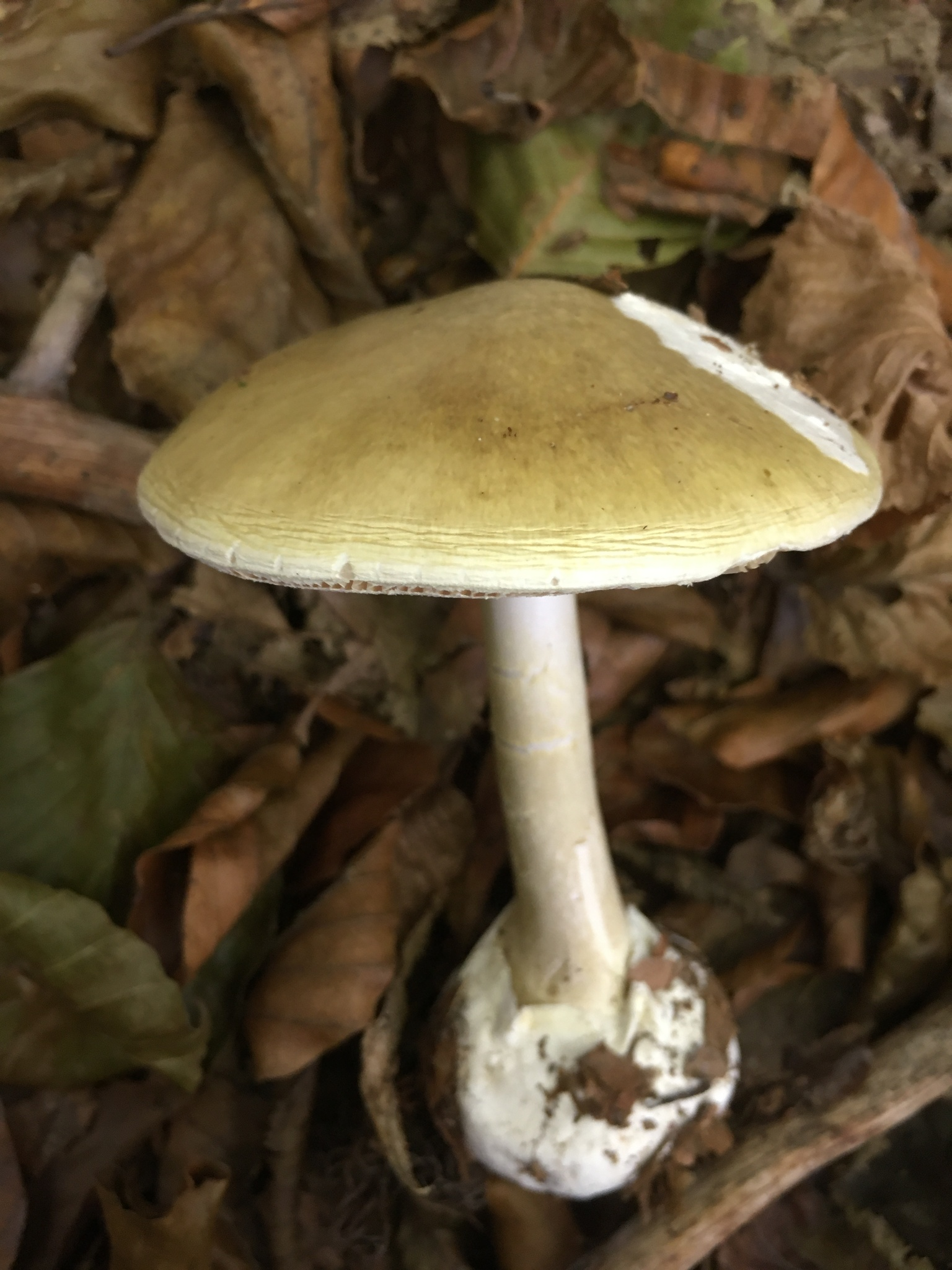

A gyilkos galóca (Amanita phalloides) a kalaposgombák rendjén belül a galócafélék családjába tartozó, világszerte közel 600 fajt számláló Amanita nemzetség egyik legismertebb képviselője. Európában rokon fajaival együtt (fehér galóca, hegyeskalapú galóca) a legsúlyosabb – gyakran halálos kimenetelű – mérgezéseket okozó nagygombák közé tartozik.
Kontinensünkön széles körben elterjedt, lombos és tűlevelű fák alatt egyaránt előfordul. Termőtestei nyártól őszig jelennek meg. Kalapja leggyakrabban zöldes árnyalatú, míg lemezein és a tönkjén a fehér szín dominál.
A gyilkos galóca számtalan olyan ehető gombafajra hasonlít, amelyet Európa-szerte gyakran fogyasztanak. Hatóanyagai miatt valamennyi ismert mérgező gombafaj között is a legveszélyesebbnek számít; a gombamérgezések okozta halálesetek döntő többségével összefüggésbe hozható. Valószínűsítik, hogy gyilkos galóca mérge ölte meg Claudius római császárt és III. Károly magyar királyt. Gyakori mérgezései miatt régóta kutatják méreganyagait, amelyek nagy részét már sikerült izolálni. Ezek közül a legfontosabb összetevő az α-amanitin, ami a májat és a vesét támadja meg. Ellenszere egyelőre nem ismert.

## A faj taxonómiája
A gyilkos galócát egy francia botanikus, Sébastien Vaillant írta le elsőként 1727-ben, aki tömören a következő szavakkal jellemezte a gombát: „Fungus phalloides, annulatus, sordide virescens, et patulus”. Bár a phalloides elnevezés jelentése „fallosz alakú”, valószínű, hogy a tudományos név inkább a szömörcsög nemzetség latin nevéből (Phallus) ered, amelynek fajai – laikus számára – bizonyos hasonlóságot mutatnak a gyilkos galócával. Elias Magnus Fries 1821-ben az Agaricus phalloides nevet adta a gombának, de ekkor még valamennyi fehér színű galócát ide sorolta. Végül 1833-ban Johann Heinrich Friedrich Link vezette be az Amanita phalloides elnevezést, bár 30 évvel korábban Persoon már Amanita viridis-ként is hivatkozott rá. Louis Secretan évtizedekkel Link előtt már használta az Amanita phalloides nevet, de ezt akkor még nem fogadták el általánosan, mivel a svájci mikológus nem használta következetesen a kettős nevezéktant.
A gyilkos galóca az Amanita nemzetség eddig azonosított valamennyi halálosan mérgező faját tartalmazó Phalloideae szekciójának típusfaja. Ide tartozik többek között a fehér galóca (Amanita verna), a hegyeskalapú galóca (Amanita virosa) vagy Észak-Amerikában az Amanita bisporigera.
A gombafajnak ismert egy nagyon ritka, teljesen fehér alakja is, amelyet eredetileg A. phalloides f. alba néven írtak le, de rendszertani helyzete vitatott. Legtöbbször normál, zöld színű társai között találják a fehér példányokat. A legújabb kutatások eredményeként azonban 2004-ben az A. verna var. tarda elnevezést kapta. Az Amanita verna, mint alapfaj ugyanakkor tavasszal nő és kálium-hidroxiddal reagálva sárga lesz a húsa, ami az A. phalloides-re nem jellemző.

## Jellemzői

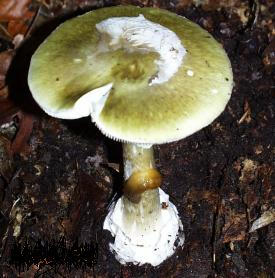
Kifejlett példány meztelencsigával

A gomba kalapja 4‑15 cm átmérőjű, leggyakrabban sárgászöld, olaj- vagy barnászöld színű, de esetenként – főleg esős időszakban – lehet halványabb, szürkés is. Felszínén eltérő árnyalatú, elnyúlt foltok figyelhetők meg; emiatt több szerző sugaras-szálas rajzolatúnak írja le, bár ez csak optikai csalódás. A kalap színeloszlása is változó: sokszor a közepén látszik a legsötétebb zöldes árnyalat, néha azonban éppen ez a rész fakul ki. A kalap széle viszont csaknem mindig a leghalványabb, néha szinte fehéres. Alakja eleinte tojásdad, félgömb alakú, széle fiatalon kissé begöngyölt. Kifejlődve ellaposodik, teljesen sík is lehet. Felszíne sima, széle nem bordázott. A kalapbőr szárazon fénylő, nedves időben tapad. Általában nincsenek rajta burokmaradványok, csak ritkán tapad meg rajta egy-egy fehéres foszlány. A kalap húsa fehér, közvetlenül a kalapbőr alatt sárgászöld; maximális vastagsága 4,5‑7,5 mm.
A lemezek sűrűn állnak, a tönknél szabadon állók, esetleg nagyon gyengén tönkhöz nőttek. Vastagságuk 6‑9 mm, nem egyforma hosszúak. Színük fehér vagy krémszínű, oldalnézetben enyhe sárgás-zöldes árnyalattal. Sohasem lehetnek vörösesek vagy barnásak, és megsérülve sem színeződnek el.
Tönkje 6‑15 cm hosszú, 0,8‑1,7 cm vastag. Valamivel világosabb, mint a kalap, de ritkán mondható fehéresnek, a gallér alatt halványsárgás, a tönk tövénél kifejezetten sárga is lehet. Többé-kevésbé mindig felismerhető rajta a zöldes-sárgászöld kígyóbőrszerű mintázat. A tönk bázisa gumós és fehér színű, bőrszerűen elálló, igen lágy bocskor található rajta, ami gyakran a talajba mélyed; a gomba felszedésekor esetleg a talajban vagy az avarban maradhat! - A tönk felső részén lévő gallér fehéres színű, akár 3 cm széles is lehet. Hártyaszerűen lelóg, felső oldala enyhén bordázott; alja gyakran sötétebb, néha a kalaphoz hasonló színű.
Illata édeskés, mézre emlékeztető, idős korban kellemetlenné válhat. Spórapora fehér, a spórák gömbölyűek, méretük 8‑10 × 7‑9 μm.

## Előfordulása

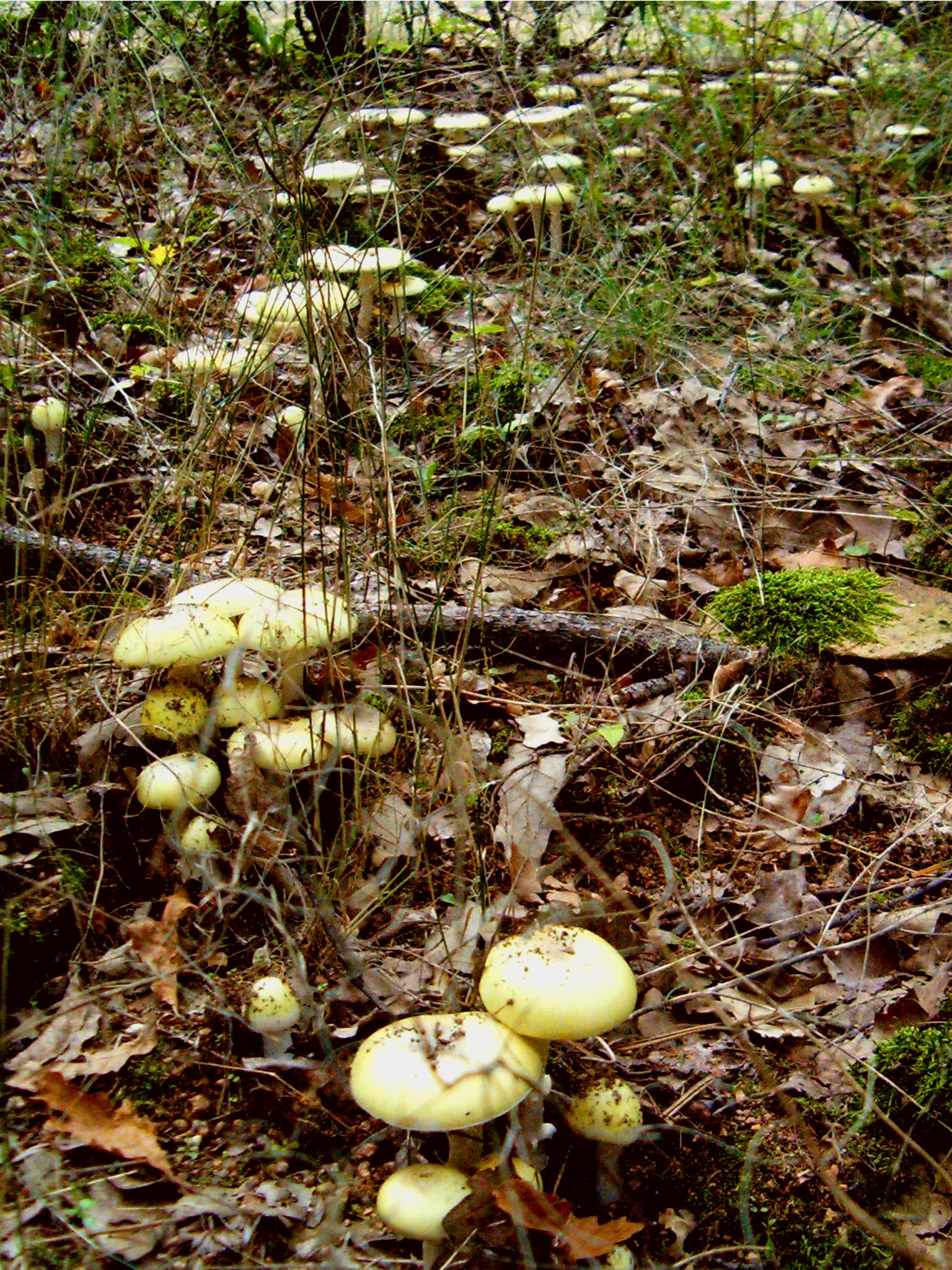
Tömeges gyilkos galóca-termés

A gyilkos galóca Európában széles körben elterjedt gomba. Északon megtalálható Skandinávia déli régiójában; nyugat felé Írországig, keleten Oroszország európai részéig nyúlik élőhelye. Elterjedési területének déli határa a Balkán-félsziget, Olaszország, Spanyolország és Algéria. Hazánkban is igen gyakori gombának számít: szinte mindenütt előfordul, ahol a számára partnerként megfelelő fafajok megtalálhatók.
A gomba ektomikorrhizásan kötődik számos lombos- és néhány tűlevelű fafajhoz. Leggyakoribb mikorrhiza-partnerei – amelyek alatt megjelenik – a bükk, a tölgy, a szelídgesztenye, a nyír, a mogyoró, a gyertyán és egyes fenyőfafajok. Európán kívül talált galócapéldányok is ezekkel a nemzetségekkel, illetve azokon belül meghatározott fafajokkal alkotnak életközösséget. Olyan területeken, ahová a gyilkos galócát utólag hurcolták be, általában nem lépi túl a gombával együtt betelepített növények helyi elterjedési zónáját, azaz megmarad eredeti gazdanövényénél. Néha azonban új otthonában is társulhat bennszülött fajokhoz, így például Észak-Amerikában előfordul hemlokfenyők (Tsuga) alatt. Új-Zélandon Leptospermum és Kunzea, míg Tanzániában és Algériában eukaliptuszfajok gyökérzetéhez kötődik.
Észak-Amerikából már a 19. század végén jelezték előfordulását, majd 1918-ban az Egyesült Államok keleti vidékein talált példányokról megállapították, hogy azok a gyilkos galócához hasonló A. brunnescens fajhoz tartoznak. Az 1970-es években végül mind a keleti, mind a nyugati partvidéken sikerült bizonyítani amerikai előfordulását.
A gyilkos galóca a fakereskedelem révén a déli félteke több országába is eljutott: vannak populációi az ausztráliai Melbourne és Canberra környékén, de Uruguayban is. A felsorolt tájakon főként tölgyek alatt, Dél-Afrikában viszont nyárfafaj alatt találták.

## Hasonló fajok

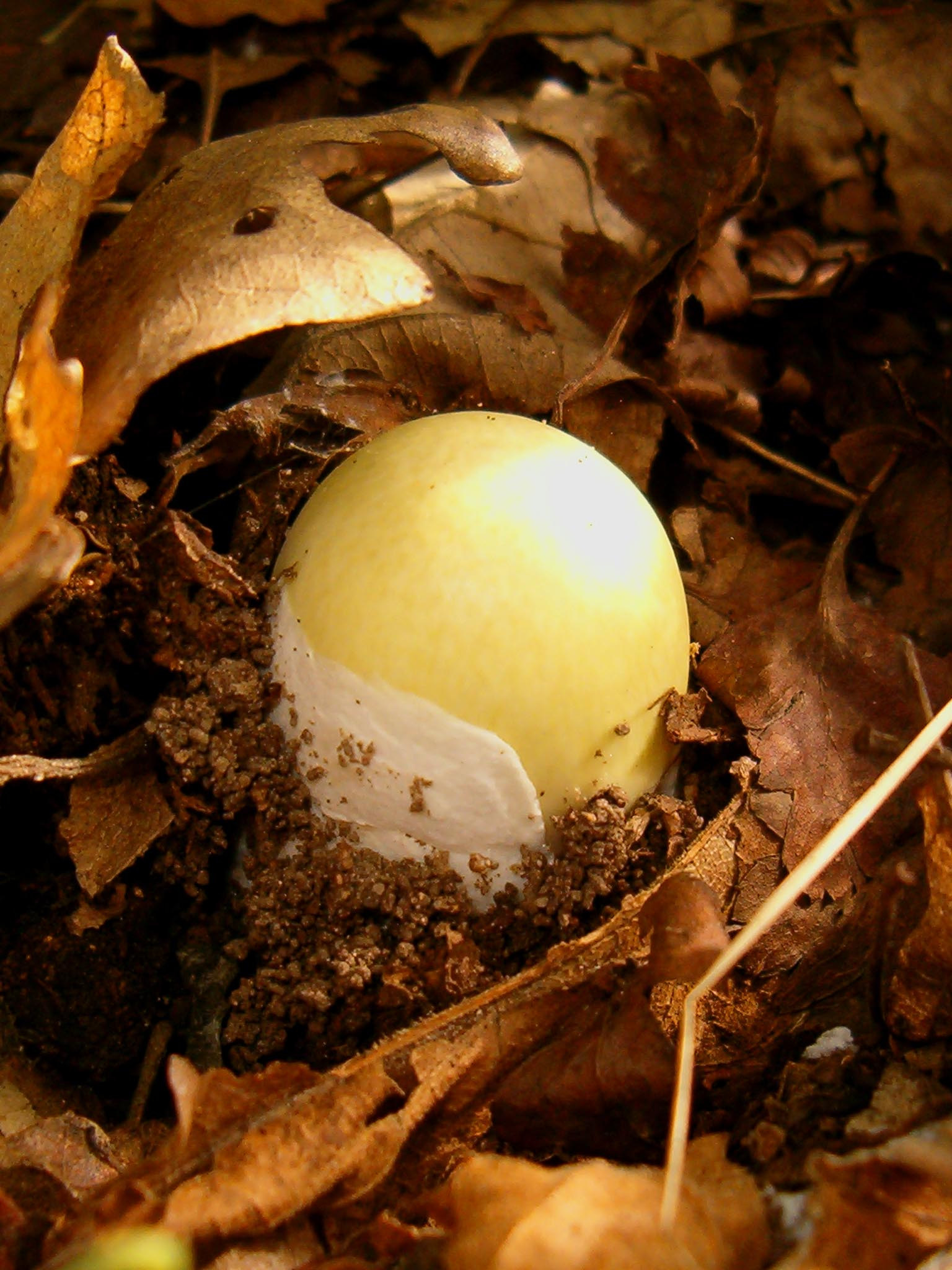
Fiatal példány

Mindenkinek fel kell ismernie a gyilkos galócát, aki valaha gombát szeretne étkezési célra gyűjteni, és feltétlenül meg kell tudnia különböztetni valamennyi hasonló gombafajtól. Gyakran tévesztik össze a gyilkos galócát és a zöld színű, ehető galambgombafajokat (Russula), ezeknek azonban soha nincsen sem gallérjuk, sem bocskoruk. A csiperkék (Agaricus) ugyan rendelkeznek gallérral, viszont tönkjük tövén soha nincsenek burokmaradványok, lemezeik pedig már fiatal korban is rózsaszínű, kifejlett példányokon barna. Az Amanita nemzetségen belül a gyakori és csak gyengén mérgező citromgalóca (A. citrina) okozhat tévedéseket. Ez a faj elsősorban erdeifenyők alatt él, szaga rothadó burgonyára emlékeztető, kalapját burokmaradványok díszítik. A fiatal gyilkos galócák is megtéveszthetik a kezdő gombagyűjtőket, akik ehető pöfetegeknek nézik a még vélumukban rejtőző példányokat, bár a galócát kettévágva ilyenkor egyértelműen látszik a kalaposgomba-jelleg.

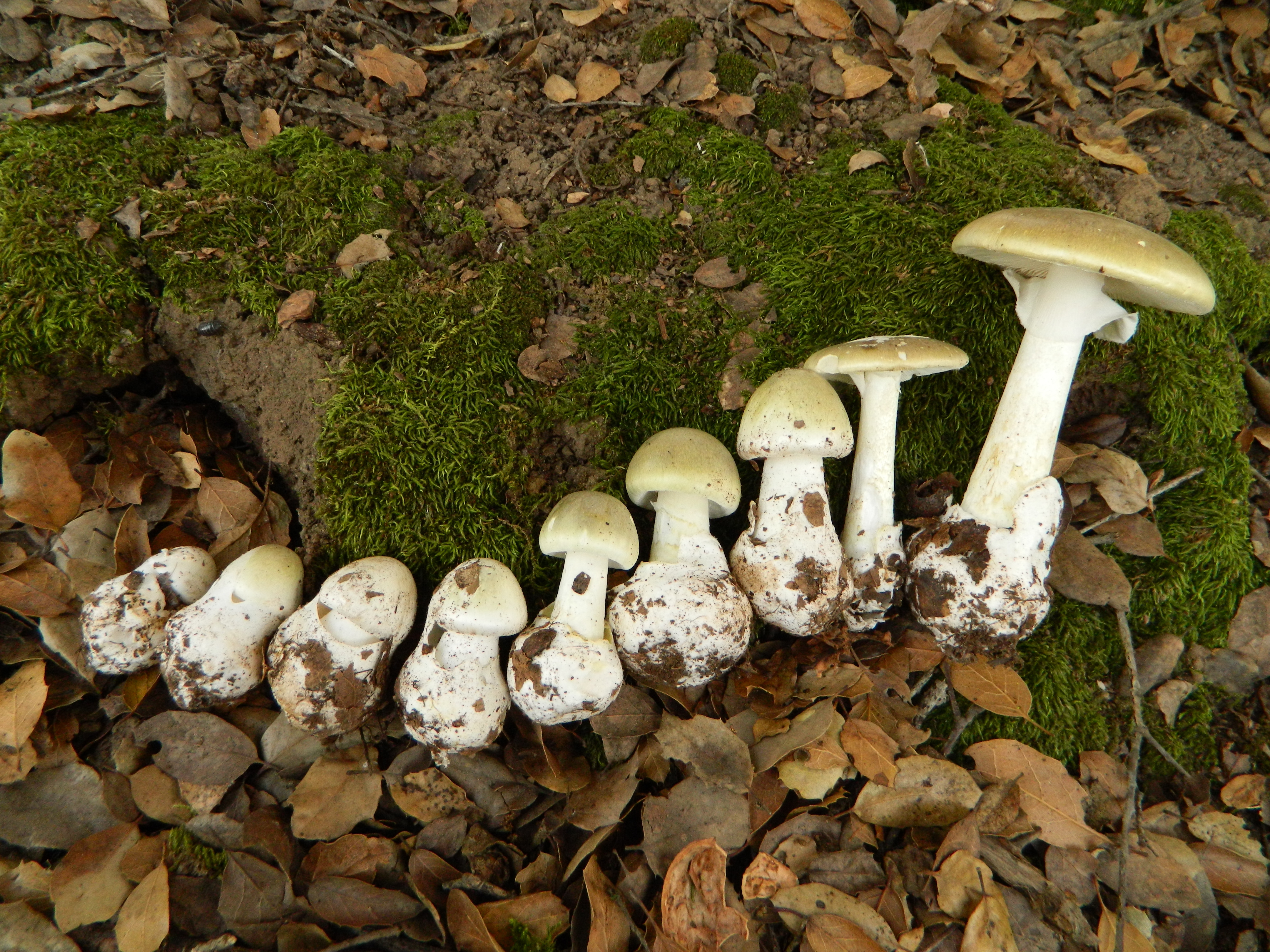
A gyilkos galóca különböző növekedési stádiumban

Közeli rokona a fentebb már említett fehér színű ragadós galóca (Amanita verna). A kalap kissé ragadós. Igen erősen mérgező. Kevésbé mérges a párduc galóca Amanita pantherina. Barna kalapján világos pikkelyek vannak. Mérges még a légyölő galóca Amanita muscaria. Piros kalapján sok fehér pikkely van.
A gyilkos galóca által csak a közelmúltban benépesített térségekben az eddig felsorolt, hagyományos hasonmások mellett más fajokkal is összetévesztik ezt a gombát. Ausztráliában és az Amerikai Egyesült Államok nyugati partvidékén a csíkos bocskorosgombának (Volvariella volvacea) vélt galóca délkelet-ázsiai bevándorlóknál okozott mérgezéseket. Egy alkalommal Oregon államban egy koreai család négy tagján kellett májátültetést végezni, míg Canberrában 1988 és 1998 között hét áldozata volt a gombának, köztük négy laoszi.
| citromgalóca (A. citrina) Kalapján pettyek formájában mindig vannak burokmaradványok, szaga a rothadó burgonyára emlékeztet; nyersen mérgező, gyűjtése ezért sem ajánlott.                        |
| zöldkalapú galambgombák (Russulaceae) R. aeruginea, R. heterophylla, R. virescens Sem gallérjuk, sem bocskoruk nincsen, lemezeik jellegzetesen törékenyek.                                        |
| csiperkék (Agaricaceae) Lemezeik már fiatalon is rózsaszínűek, később sötétbarnák; csak gallérjuk van.                                                                                            |
| pöfetegek (Lycoperdaceae) Nem lemezesgombák, a példányt kettévágva ez egyértelműen megállapítható.                                                                                                |
| sárgászöld pereszke (Tricholoma flavovirens) Lemezei és a tönkje kifejezetten sárgás;nincs bocskora és gallérja; mérgező faj.                                                                     |
| Fehér tarlógomba (Leucoagaricus leucothites) Bocskora nincs, tönkje gumóban végződik. Ezen kívül élőhelye különbözteti meg, ugyanis erdő helyett mezőkön, réteken, kertekben találkozhatunk vele. |

## Mérgezése

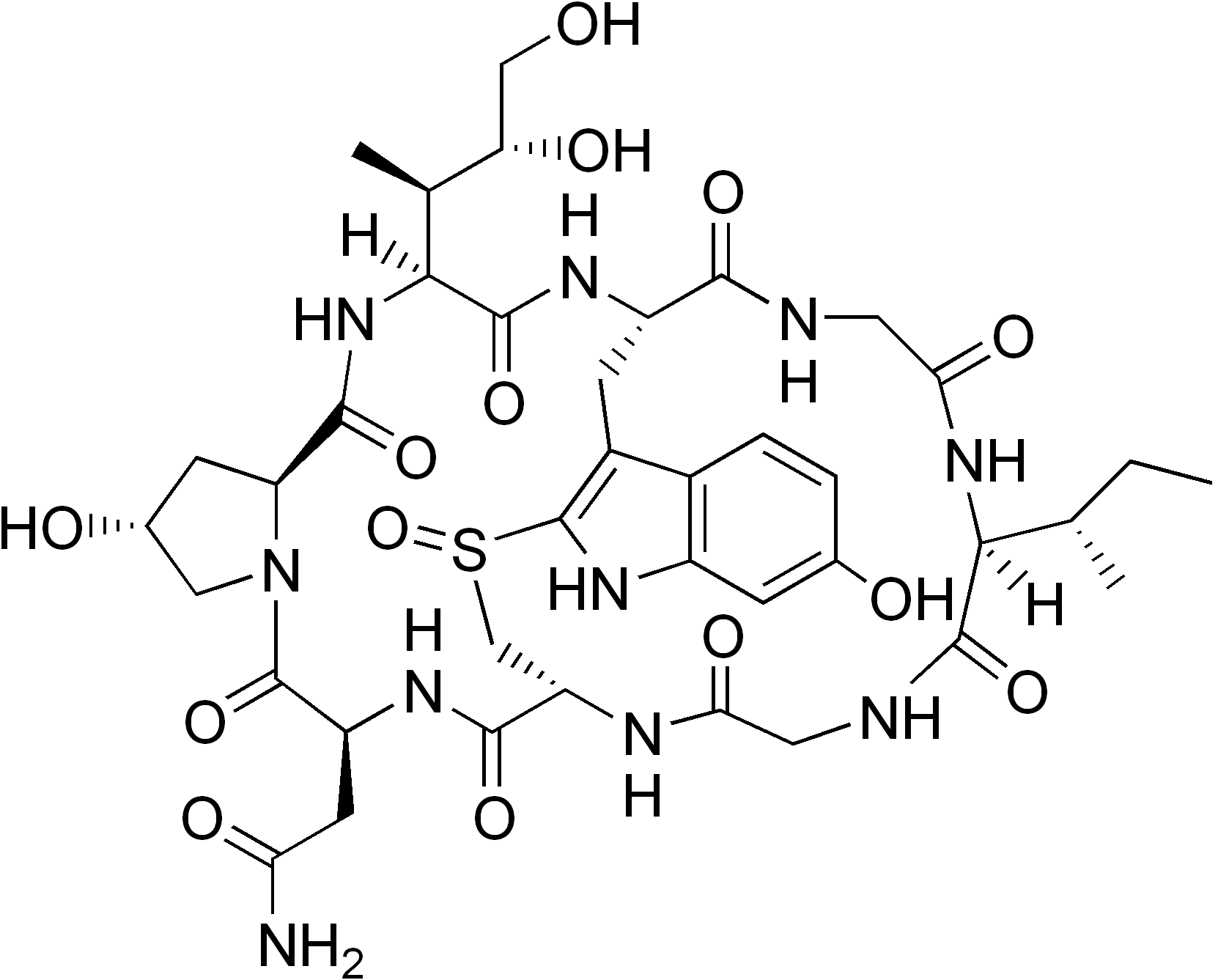
Az α-amanitin szerkezete

Mint magyar neve is sugallja, a gyilkos galóca súlyosan mérgező gomba: a halálos gombamérgezések nagy részét (kb. 90%) ez a faj okozza világszerte. Becslések szerint mintegy 30 gramm, azaz egy kifejlett kalap fele elegendő a gombából ahhoz, hogy egy felnőtt embert megöljön. Számos ország szakhatósága emiatt még a gomba érintésétől is óva int, nem beszélve a más étkezésre szánt gombafajokkal egy kosárban történő tárolásról. Sajnos a gyilkos galóca hatóanyagai sem főzés, sem fagyasztás, sem tartós szárítás hatására nem bomlanak le. Téves az a népi hiedelem is, hogy a kutya vagy a macska által elfogyasztott gombás étel ehető, mivel a gombák mérgező hatása miatti tünetek több óra múlva jelentkeznek és az állatok szervezete másként reagál a gombamérgekre.

### Méreganyagai
Évtizedek óta történő alapos biokémiai kutatásokkal mára sikerült izolálni a faj hatóanyagainak döntő többségét. Ezeket két fő csoportba lehet sorolni, melyek mindegyike a ciklikus peptidek közé sorolható: az amatoxinok és a fallotoxinok. Rajtuk kívül felismertek két további komponenst is, a fallolizint – amely a vörösvérsejteket támadja meg, és az egyelőre nagyon kevéssé ismert antamanidot.
Az amatoxin elnevezés legalább nyolc hasonló szerkezetű vegyületet takar, amelyeket 1941-ben izolált először Heinrich Otto Wieland és Rudolf Hallermayer Münchenben. Legfontosabb amatoxin az α-amanitin, amely a β-amanitinnel együtt leginkább felelős a toxikus folyamatokért. Hatásuk az RNS II-polimeráz gátlásán alapul, ami a fehérjeszintézishez nélkülözhetetlen enzim. A mérgezés során emiatt a májsejtekben megszűnik a fehérjeszintézis, a sejtek elpusztulnak. A máj szenvedi el tehát a legsúlyosabb károsodást, de a vesék is érzékenyek a gyilkosgalóca-mérgezésre.
A fallotoxin szintén legalább hét hasonló vegyület csoportját jelenti, valamennyi ciklikus heptapeptid. A falloidint 1937-ben Feodor Lynen és Ulrich Wieland német vegyészek fedezték fel Münchenben. A fallotoxinok ugyan súlyosan károsíthatják a sejtmembránt, de az emberre kevésbé veszélyesek, mivel lassabban szívódnak fel a bélrendszerből. A falloidint egyébként a jó, ehető gombának tartott piruló galócában (A. rubescens) is megtalálták.

### A mérgezés tünetei

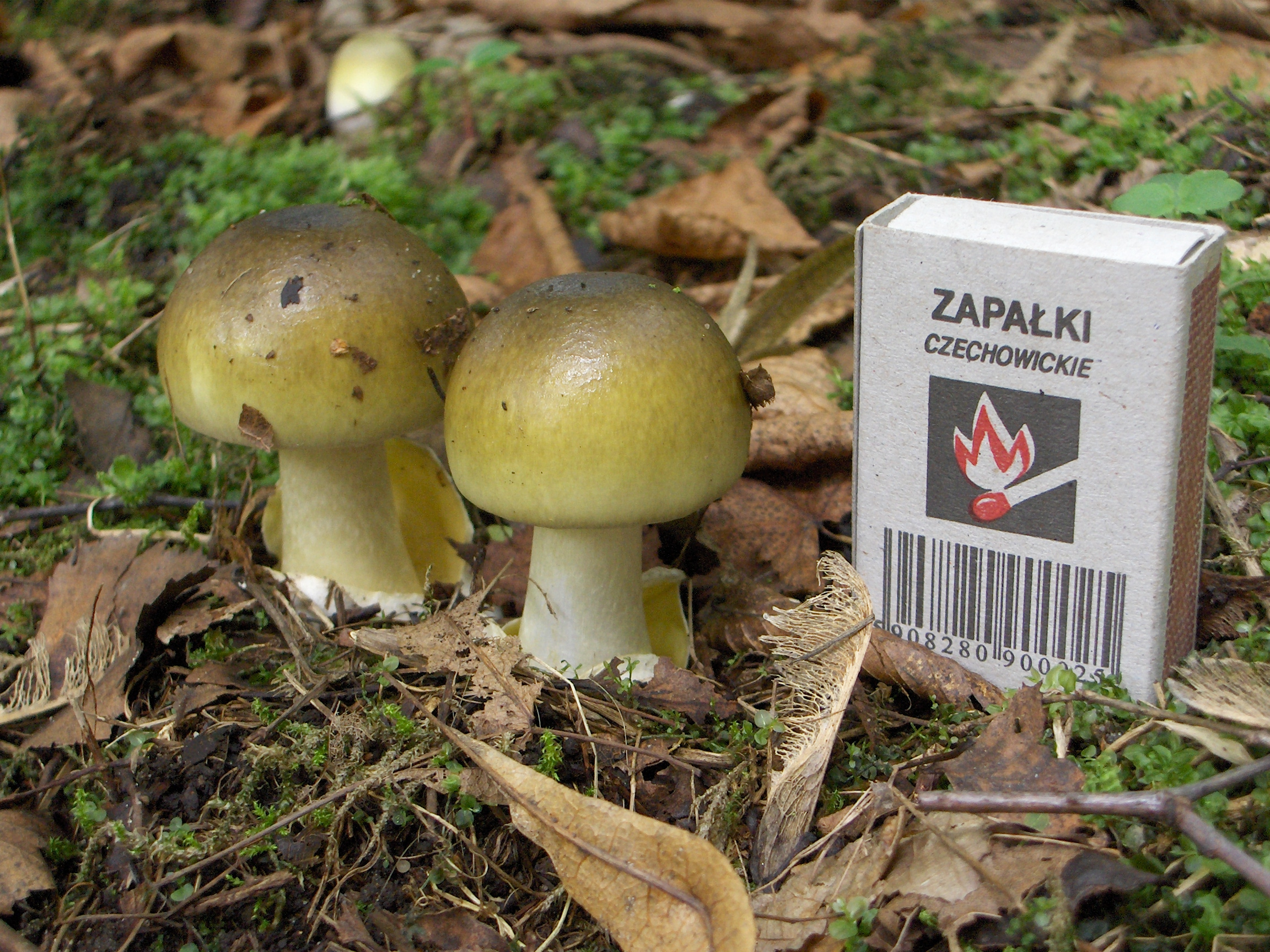
Fiatal gyilkos galócák

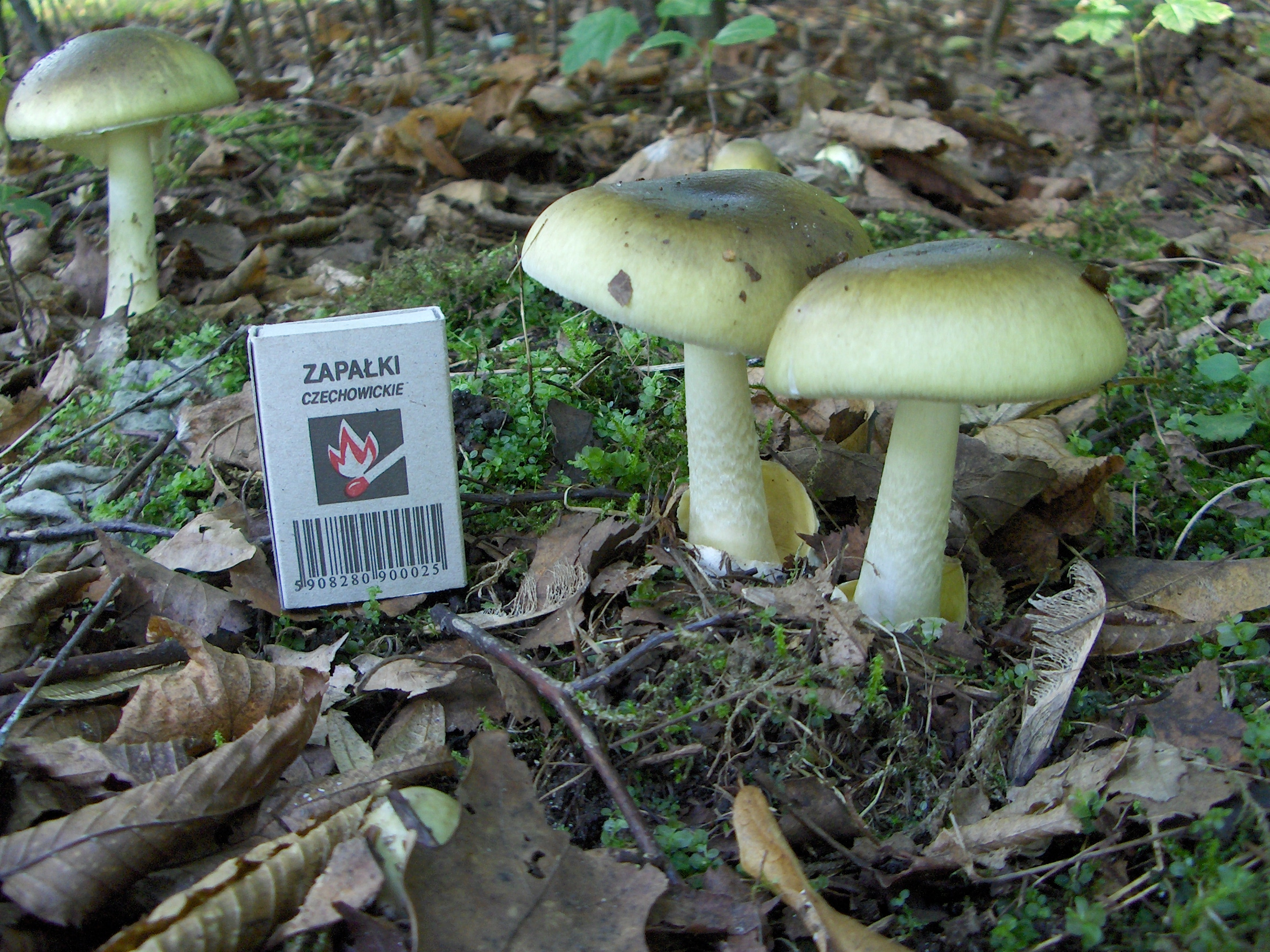
Ugyanazon példányok egy...

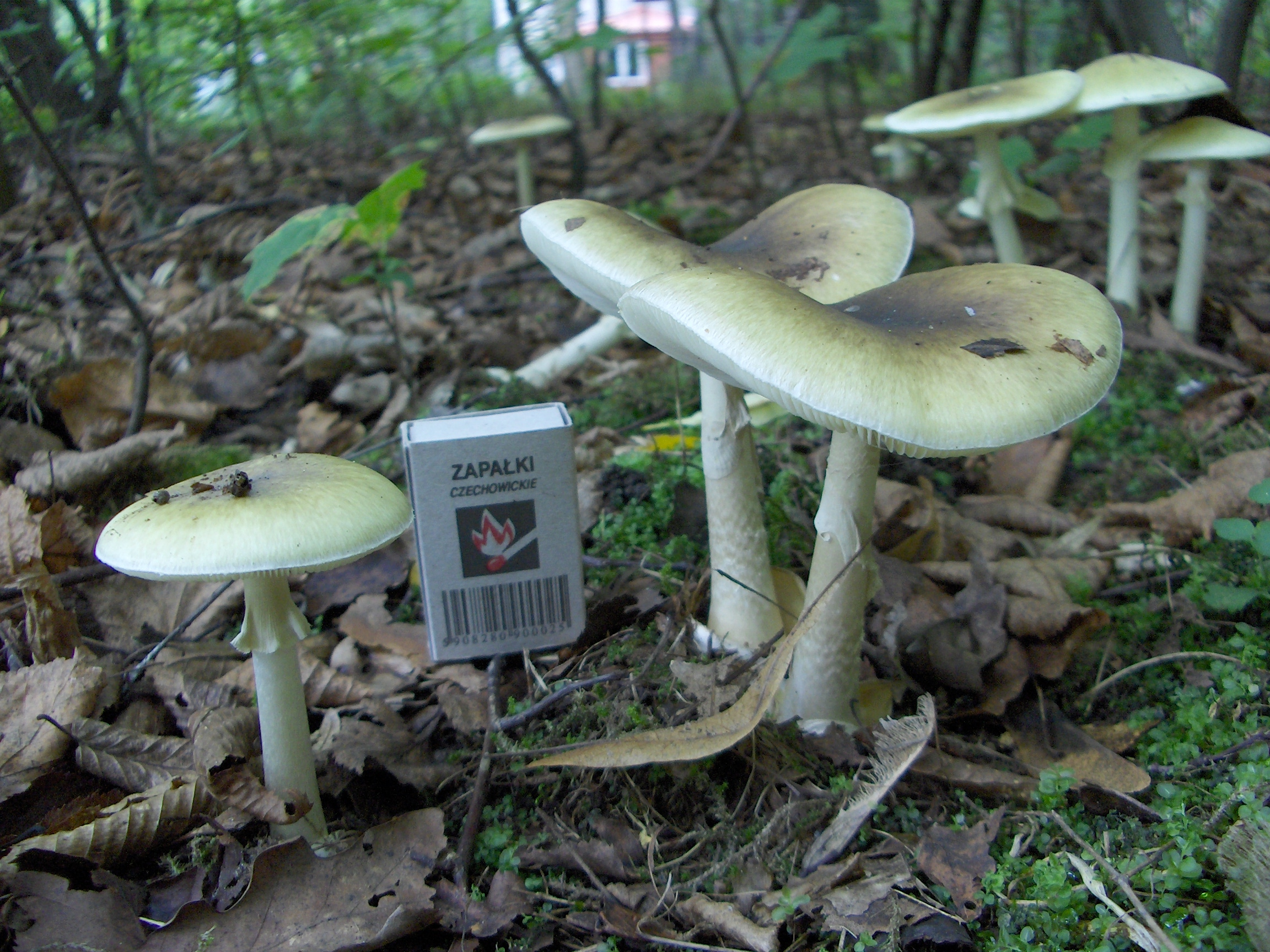
...és három nappal később

A gyilkos galóca a mérgezést túlélt áldozatok beszámolói alapján kellemes ízű gomba. Ez a tény, illetve a tünetek viszonylagosan hosszú lappangási ideje (6-24 óra) különösen veszélyessé teszik a mérgezést, mivel a gyanútlan beteg mája ennyi idő alatt általában végzetes károsodást szenved. A mérgezés első szakasza gyomorpanaszokkal kezdődik, majd csillapíthatatlan hányással és hasmenéssel folytatódik (gasztrointesztinális fázis). A mérgezettnél gyakran láz jelentkezik, fennáll a kiszáradás veszélye, illetve alacsony vérnyomás, fokozott szívverés léphet fel. A gomba elfogyasztása után 2-3 nappal ezek a tünetek enyhülnek. Ekkor lép fel a mérgezés második szakasza (hepatorenális fázis), amely során a súlyos májkárosodás következtében tapintható májnagyobbodás, sárgaság és tudatzavar (delírium) alakul ki, majd leáll a veseműködés, végül összeomolhat a teljes keringési rendszer. Orvosi segítség hiányában a tünetek 6-16 napon belül halálhoz vezetnek.
A 20. század közepéig a gyilkosgalóca-mérgezések halálozási aránya 60-70% volt, azóta ez az arány szerencsére jelentősen visszaesett a toxikológiában történt felfedezéseknek köszönhetően. Napjainkban Európában az összes gombamérgezés 2-10%-a, a gyilkosgalóca-mérgezések 10-15%-a halálos.

### Alkalmazott terápia
A mérgezett személy kezelésének három fő típusát különböztetik meg:
- Az elsődleges orvosi beavatkozás csak abban az esetben hatékony, ha az étel elfogyasztása után gyakorlatilag azonnal kórházba kerül a beteg; ez pedig csak kivételes esetekben történik meg a hosszú lappangási idő miatt.[51][52] Ilyenkor gyomormosást végeznek, és aktív szenet adnak be nagy mennyiségben. Nagyon lényeges a szervezet vízháztartásának és elektrolitikus egyensúlyának helyreállítása, mivel a mérgezés lefolyása során a beteg rendkívül sok folyadékot veszít.[51] A mérgezetteknél plazmaferézist is végeznek. Ennek során egy készülék eltávolítja a beteg saját, méreganyagokat tartalmazó vérplazmáját, és friss vérplazmával pótolja azt.
- A gyilkos galóca méreganyagainak nincs kifejezett ellenszere, de gyógyszeres kezeléssel hatékonyan növelhető a túlélés esélye. A mérgezett nagy dózisban kap intravénásan penicillin G-t valamint szilibinint. Ez utóbbit a máriatövis (Silybum marianum) nevű növényből nyerik, és a tapasztalatok szerint hatásosan gátolja a májsejtek toxinfelvételét, emellett fokozza a fehérjeszintézist.[53][54][55] Ígéretes vizsgálatok folynak az N-acetilciszteinnel kapcsolatban, amely fontos májtámogató szer lehet a többi kezeléssel párhuzamosan alkalmazva.[56] Glukokortikoidokat és C-vitamint is alkalmaznak, bár ezek előnyös hatása nem kellően bizonyított.
- A súlyos májkárosodást szenvedett emberek esetében az egyetlen megoldást a májátültetés jelenti, ami mára bevált gyakorlat lett amatoxin-mérgezések gyógyítására.[44][45][57] A transzplantáció kockázata így is nagy, mivel mire erre a műtétre sor kerülne, általában komplikációk lépnek fel a legyengült betegnél.[51]

A súlyos mérgezésen átesett, de nem transzplantált betegek is általában maradandó májkárosodást szenvednek. Ugyanakkor a klinikai tapasztalatok azt mutatják, ha valaki a gombafogyasztást követően 36 órán belül kórházba kerül, jó eséllyel éli túl a mérgezést bármilyen tartós egészségromlás nélkül.

### Lehetséges ellenszere
2023 májusában kínai és ausztrál kutatók egy csoportja arra az eredményre jutott, hogy az indocianin zöld (ICG - Indocyanine green) nevű színezék a mérgezést követően képes gátolni az α-amanitin máj- és vesekárosító hatását, és növelte a mérgezés utáni túlélés esélyét. Kutatásukat emberi sejteken és egereken végezték, és a mérgezés utáni 4 órában kezelt egerek esetén pozitív eredményeket kaptak. Ugyanakkor a 8-12 órával későbbi kezelés már nem volt hatásos. Mivel a mérgezést követően a tünetek 6-24 órán belül kezdenek csak jelentkezni, ezért ez a gyakorlatban csak ritka esetekben használható, de egy előremutató, fontos felfedezés lehet a kutatások számára.

## A gyilkos galóca híres áldozatai

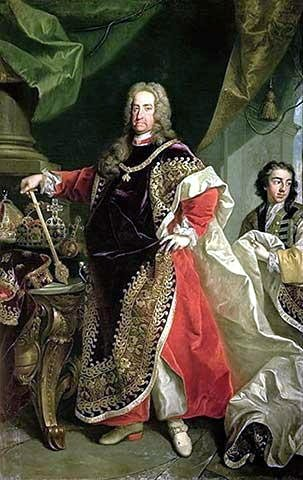
VI. Károly német-római császár

Történészek szerint számos jól ismert történelmi személy esett ennek a gombának – vagy valamelyik rokon Amanita-fajnak – áldozatául. Ezek között találunk véletlen eseteket és szándékos mérgezéseket egyaránt. Az állítólagos áldozatok között meg lehet említeni Claudius római császárt, VII. Kelemen pápát, Nariskin Natália orosz cárnét és VI. Károly német-római császárt és magyar királyt.
R. Gordon Wasson számolt be az említett uralkodók halálának körülményeiről. Némelyikről kiderült, hogy a galócának semmi köze nem volt az esethez. VII. Kelemen pápa (1478-1534) halálát megelőző betegsége például öt hónapig húzódott, ami egyértelműen bizonyítja a gyilkos galóca „ártatlanságát”. Nariskin Natália (1651–1694) a korabeli feljegyzések szerint nagyobb mennyiségű ecetes gombát evett halálát megelőzően, de nem tisztázott, hogy maga a tartósított gomba volt-e mérgező, vagy egyszerű ételmérgezésről volt szó.
VI. Károly német-római császár (1685–1740) – aki III. Károly néven egyben Magyarország királya is volt – a sült gomba elfogyasztása után gyomorfájásra panaszkodott, ami tíznapos betegeskedést követően halálhoz vezetett: ez akár lehetett amatoxin-mérgezés is. Károly császár halála vezetett az osztrák örökösödési háborúhoz (1740–1748), amiről Voltaire megjegyezte, „egy tál gombán múlott Európa jövője”.
Claudius császár (Kr. e. 10 – Kr. u. 54) esete jóval bonyolultabb. Ismert tény, hogy Claudius a császárgalóca (A. caesarea) nagy kedvelője volt. Halálát követően elterjedt a nézet, mely szerint a császárgalóca helyett gyilkos galócából készítették ételét. A római történetírók – köztük Tacitus és Suetonius – szerint inkább a gombás ételbe kevertek utólag valamilyen mérget.